# Dane Ingham
Dane Ingham (* 8. Juni 1999 in Lismore, New South Wales) ist ein australisch-neuseeländischer Fußballspieler. Der Spieler steht beim australischen A-League-Klub Newcastle Jets unter Vertrag.

## Karriere

### Vereine
Ingham begann beim halbprofessionellen Brisbaner Verein Olympic FC mit dem Fußballspielen und wechselte 2015 zum größeren Stadtrivalen Brisbane Roar, für den schon sein älterer Bruder Jai gespielt hatte. Für Brisbane spielte er zunächst in der Reserve-Mannschaft. Seinen ersten Einsatz in der ersten Mannschaft hatte er am 31. Januar 2017 in der zweiten Qualifikationsrunde der AFC Champions League beim 6:0 gegen den philippinischen Verein Global FC. Brisbane erreichte dann auch die Gruppenphase, schied dort aber als Tabellenletzter aus, wobei Ingham zu drei weiteren Einsätzen kam.
Am 11. Februar 2017 hatte er beim Spiel gegen Melbourne City FC seinen ersten Liga-Einsatz in der ersten Mannschaft, wobei er mit der Rückennummer „50“ in der Startelf stand. Sieben Tage später erzielte er beim 2:2 im Auswärtsspiel gegen Perth Glory sein erstes Ligator zur zwischenzeitlichen 2:1-Führung.
Im Juli 2019 folgte dann der ablösefrei Wechsel zum Ligarivalen Perth Glory, wo er aber zunächst nur in der U-21-Mannschaft eingesetzt wurde.
Im Juli 2021 erhielt er einen Zweijahresvertrag bei den Newcastle Jets. Im Mai 2023 verlängerte er den Vertrag um zwei weitere Jahre.

### Nationalmannschaft
Im März 2017 erhielten er und Jai eine Einladung zur neuseeländischen Nationalmannschaft, für die sie aufgrund ihrer neuseeländisch-samoanischen Mutter ebenso spielberechtigt sind wie für Australien, das Geburtsland seines Vaters und Samoa. Seinen ersten Einsatz hatte er am 28. März im WM-Qualifikationsspiel gegen Fidschi. Während Dane dabei in der Startelf stand, wurde sein Bruder in der 61. Minute eingewechselt – ebenfalls zu seinem ersten Länderspiel.
Im Mai nahm er mit der U-20-Mannschaft an der U-20-WM in Südkorea teil, bei der er in den Gruppenspielen gegen Honduras und Vietnam zum Einsatz kam. Als Gruppenzweiter erreichten die Neuseeländer das Achtelfinale, verloren dort aber mit 0:6 gegen die USA. Ingham war da aber schon zur A-Nationalmannschaft gereist, denn am 26. Mai hatte ihn Neuseelands Trainer Anthony Hudson für den Kader mit 23 Spielern nominiert, der Neuseeland beim FIFA-Konföderationen-Pokal 2017 vertrat. Er war der jüngste Turnierteilnehmer. Im zweiten Gruppenspiel gegen Mexiko kam er zu seinem ersten Turniereinsatz. Damit ist er nach seinem Mannschaftskapitän Chris Wood, der 2009 im Alter von 17 Jahren und sechs Monaten zum Einsatz kam, der zweitjüngste Spieler in der Confed-Cup-Geschichte. Auch im letzten Gruppenspiel beim 0:4 gegen Europameister Portugal kam er zum Einsatz. Bei den Finalspielen der OFC-Qualifikation für die WM 2018, in denen sich Neuseeland gegen die Salomonen für die Playoffspiele gegen den CONMEBOL-Fünften qualifizierte, gehörte er nicht zum Kader.
Er wurde auch für die wegen der COVID-19-Pandemie um ein Jahr verschobenen Olympischen Spiele 2020 nominiert und kam  bei den Spielen in Japan zu vier Einsätzen.
In der Ozeanien-Qualifikation für die WM 2022 hatte er zwei Einsätze. Die Neuseeländer scheiterten dann in den interkontinentalen Play-offs an Costa Rica, wobei er nicht eingesetzt wurde.